# Hymn NATO
The NATO hymn – oficjalny hymn Organizacji Traktatu Północnoatlantyckiego.

## Historia
Próby wyboru hymnu dla NATO sięgały lat 50. XX wieku. W 1958 Thomas Hildebrand Preston skomponował marsz ceremonialny, który miał być odgrywany podczas uroczystości w Kwaterze Głównej NATO, wówczas znajdującej się w Paryżu. W 1959 roku z okazji 10. rocznicy utworzenia organizacji wykonany został utwór „Pieśń NATO” (NATO Song), którego kompozytorem był Hans Lorenz a autorami tekstu Stephanus van Dam i Leon van Leeuwen. 
W latach 60. brytyjski marszałek lotniczy Sir Edward Chilton zaproponował kompozycję złożoną z hymnów wówczas 15 państw członkowskich NATO.
W 1989 z okazji 40. rocznicy powstania NATO dyrygent Luksemburskiej Orkiestry Wojskowej André Reichling skomponował utwór „The NATO hymn”, od momentu skomponowania był traktowany jako hymn sojuszu. Nie posiada on słów. Oficjalnie przyjęty został 3 stycznia 2018 roku.
Hymn NATO jest wykonywany podczas oficjalnych ceremonii i wydarzeń organizowanych przez Sojusz.